# 骆驼城站
骆驼城站位于甘肃省高台县骆驼城乡，是兰新铁路的一座火车站，等级为五等站，距兰州站642公里，距乌鲁木齐站1250公里，本站及相邻上下行区间均为电气化区段。本站不办理客货运业务。邮政编码为734306。